# Баламир
Баламир (лат. Balamber) (нар. 313 — пом. 378) — перший відомий правитель європейської імперії гуннів.

## Життя
Підкорив племена антів в 378 р. н. е., у 340—341 рр. напав на інші племена сучасної Східної Європи та північного Причорномор'я. Деякі дослідники[хто?] вважають, що гуни — це був союз слов'янських племен, який прийшов на зміну антів, й зумів об'єднати племена північного Причорномор'я й лісостепу (на теренах сучасної України) в боротьбі з германськими племенами.
В IV ст. роксолани (анти)[хто саме?] мусили платити данину готському королю Германаріху. У повстанні т. зв. Малої Скіфії проти готів, роксолани також брали участь під проводом свого великого князя Болемира[джерело?]. За свідченнями готського історика VI ст. Йордана, роксолани вчинили замах на Германаріха, так що він не міг особисто брати участь у війні з гунами і незабаром помер. Йордан подає також вістки про подальше вороже ставлення до готів з боку антів. Вони, за свідченням античних письменників, були союзниками гунів у боротьбі з готами. Вони разом з гунами розбили Германариха і витіснили остготів. На той час роксолани і алани були вже християнами (311 р. н. е), так само як християнство поширювалося і поміж готами.
Відомий, як правитель (хан, каган) гунів з 360 року. Після війни між аланами і остготами 370 р. н. е., Баламбер запропонував аланам приєднатися до гунського союзу. Зібравши військо, Баламир пішов походом проти готів на чолі з королем остготів Германріхом й переміг їх. Відомо також, що Баламир карає готського короля Витимира за вбивство антського царя Божа. Після 373 року на зайнятій території було засновано царство, центр якого, ймовірно, знаходився на лівій притоці Дніпра — Ворсклі.
Розбивши остроготів, Баламир рушив далі. 375 року гуни перейшли річку Дніпро й розгромили військо вестготів. Вони взяли остготську столицю — Данпарстад (місто Донара — бога грому і війни), що ймовірно знаходилось на місці сучасного Києва. Замість зруйнованих укріплень, згідно В. М. Татищеву, була заснована нова фортеця Ківи.[джерело?]
Залишки вестготів відійшли за Дунай й попросили притулку у Римського імператора Валентініана, який їх прийняв. Менша частина на чолі з Атанаріхом закріпилась в лісах між Прутом і Дунаєм. Але, зрозумівши безнадійність подальшого опору, цар Атанаріх домовився з імператором Римської імперії Феодосієм, після чого в 378 році перевів своє військо на службу Риму. Таким чином, гунська імперія повільно, але вірно розширювалась на Захід.
У 378 році вона підійшла до кордонів Римської Імперії, а головна ставка володаря гунів Баламира розміщалась в степу Причорномор'я.
Після перемоги над остготами 378 р., він помер під час святкування перемоги. Його смерть є загадковою. Після 75 років його правнук Аттіла помер так само, в ніч його весілля. Його син Балтазар став першим князем (ханом, каганом) європейської імперії гунів, яких ще називають білими гунами.